# Boccador
Domenico Bernabei da Cortona, dit Boccador, est né à Cortone (république de Florence) vers 1465 ou 1470 et mort à Paris (France) en 1549 est un architecte et ingénieur florentin, disciple de Giuliano da Sangallo.

## Biographie
Appelé en France par le roi Charles VIII, il y restera jusqu'à sa mort.
Sous le règne de François Ier, il participe aux plans du château de Chambord, et en crée une maquette de bois puis dessine le nouvel hôtel de ville de Paris voulu par le roi.
On lui doit également des silos à grains connus sous le nom de « Poires d'Ardres » dont on trouve des modèles équivalents à Amboise sous le nom de « Greniers de César ».